# Baruihuda
Baruihuda là một thị trấn thống kê (census town) của quận Nadia thuộc bang Tây Bengal, Ấn Độ.

## Nhân khẩu
Theo điều tra dân số năm 2001 của Ấn Độ, Baruihuda có dân số 9575 người. Phái nam chiếm 51% tổng số dân và phái nữ chiếm 49%. Baruihuda có tỷ lệ 58% biết đọc biết viết, thấp hơn tỷ lệ trung bình toàn quốc là 59,5%: tỷ lệ cho phái nam là 66%, và tỷ lệ cho phái nữ là 50%. Tại Baruihuda, 14% dân số nhỏ hơn 6 tuổi.